# Diecéze Foligno
Diecéze Foligno (latinsky Dioecesis Fulginatensis) je římskokatolická diecéze v italské oblasti Umbrie, která tvoří součást Církevní oblasti Umbrie. Je sufragánní vůči arcidiecézi Perugia-Città della Pieve.

## Stručná historie
Prvním biskupem ve Folignu byl podle tradice sv. Crsipoldus, vyslaný evangelizovat tuto oblast přímo sv. Petrem již v 1. století. První biskup je historicky spolehlivě doložen až v 5. století. Původně byla diecéze bezprostředně podřízena Sv. Stolci, v roce 1972 se stala sufrágánní na metropoli v Urbinu. V letech 1818–1972 byla znovu podřízen Sv. Stolci, v roce 1972 se stala součástí perugijské církevní provincie.  Od roku 2021 je in persona episcopi sjednocena s diecézí Assisi-Nocera Umbra-Gualdo Tadino.